# Шмелькова, Наталья Александровна
Наталья Александровна Шмелько́ва (14 марта 1942, Ташкент — 10 апреля 2019, Москва) — советский российский прозаик, мемуарист, учёный. Кандидат географических наук . Член Союза литераторов. 

## Биография
Наталья Шмелькова родилась 14 марта 1942 года в эвакуации в семье геохимика А. И. Перельмана.
Окончила географический факультет МГУ.
Была участницей нелегальной «Выставки на 6 квартирах».
Среди её работ «Анатолий Зверев. Воспоминания современников», «Во чреве мачехи, или жизнь — диктатура красного», «Последние дни Венедикта Ерофеева».
На протяжении 3 лет, до смерти Венедикта Ерофеева, была одним из самых близких для него людей. Их знакомство состоялось в 1985 году на квартире журналиста Игоря Дудинского. Потом они встретились только в 1987 году.
В 1989—1999 годах работала искусствоведом-экспертом в «Дягилевъ Центре». В 1995 году стала членом Союза литераторов.
В 2017 году отпраздновала 75-летний юбилей.
Государственный стипендиат России по категории «Выдающиеся деятели культуры и искусства». Лауреат премии «Словесность».
Умерла 10 апреля 2019 года в Москве. Прах захоронен на Востряковском кладбище.